# Helicia pterygota
Helicia pterygota är en tvåhjärtbladig växtart som beskrevs av Herman Otto Sleumer. Helicia pterygota ingår i släktet Helicia och familjen Proteaceae. Inga underarter finns listade i Catalogue of Life.